# رضا شهپرنیا
رضا شهپرنیا، (۱۳۷۸–۱۴۰۱) معترض ایرانی بود که در جریان خیزش ۱۴۰۱ به تاریخ ۲۹ شهریور ۱۴۰۱ بر اثر اصابت بیش از صد گلوله ساچمه‌ای توسط نیروهای امنیتی جمهوری اسلامی در کرمانشاه کشته شد.

## زندگی
او ۲۳ سال سن داشت و تقریباً یک سال پیش از مرگش دوره سربازی را تمام کرده‌بود. او تلاش‌زیادی برای پیدا کردن کار کرده بود و حدود ۲ ماه در یک فروشگاه کار می‌کرد. او به تاریخ علاقه داشت و دیپلم انسانی گرفته‌بود و قرار بود که در کنکور ۱۴۰۲ شرکت کند.

## کشته‌شدن
او در در غروب ۲۹ شهریور از خانواده جدا می‌شود و در جریان اعتراضات از فاصله نزدیک مورد اصابت بیش از صد گلوله ساچمه‌ای قرار گرفته است. آثار گلوله در اعضای مختلف بدن او از جمله چشم، دندان‌ها، قفسه سینه دیده شده است.
خانواده او تا مدتی از وضعیت او بی‌خبر بودند. آنها برای پیگیری وضعیت او به بیمارستان و مراکز نظامی مراجعه می‌کنند اما موفق نمی‌شوند در غروب ۳۰ شهریور با دایی او تماس می‌گیرند تا برای شناسایی پیکر او مراجعه کند. به گفته ابتهاج عزیزی مادر رضا «اول به من گفته بودند ۷۰، ۸۰ عدد ساچمه خورده بود اما برادرم که جسد را دیده است، بعداً گفت شاید ۲۰۰ عدد ساچمه توی بدن بچه خالی کرده بودند. با اجازه خودشان هم کالبد شکافی کرده، سرش را باز کرده و سینه‌اش را شکافته بودند.» روز بعد نیروهای امنیتی جنازه را به آنها تحویل دادند اما از آنان خواستند که مراسم خاک‌سپاری را سریع انجام دهند.
در گواهی فوت رضا، علت مرگ «برخورد اجسام سخت یا تیز» ذکر شده اما در جواز دفن که پزشکی قانونی آن را صادر کرده، سه علت برای مرگ او نوشته شده است: «شوک خونریزی، آسیب احشای داخل قفسه سینه و شکم (ریه، قلب، کبد)، اصابت جسم پرتابه‌ای مدور (ساچمه).»

## خاکسپاری
رضا شهپرنیا در روز ۳۱ شهریور ۱۴۰۱ در بهشت زهرا کرمانشاه به خاک سپرده می‌شود. چهلم او در ۶ آبان ۱۴۰۱ با حضور ده‌ها نفر بر مزار او برگزار شد. در این مراسم شعارهایی بر علیه نظام جمهوری اسلامی مثل «این همه سال جنایت، مرگ بر این ولایت» سر داده شد.
«انگار نه انگار که این بچه مال این مملکت بوده. جمعه ششم آبان مراسم چهلم بود. برنامه گرفتیم، رفتیم سر مزار. مردم آمدند و شعار می‌دادند. آن‌قدر لباس شخصی دور و برمان ایستاده بودند و تذکر می‌دادند که زود مجلس را تمام کنید. نصفه و نیمه مراسم را تمام کردیم که کسی آسیب نبیند. همه به خاطر رضا آمده بودند، نمی‌خواستم کسی مثل رضا شود.»— ابتهاج عزیزی، مادر رضا شهپرنیا، ایران وایر